# Epione apiciaria
Epione apiciaria là một loài bướm đêm trong họ Geometridae.